# السيد فريمان
السيد فريمان هي سلسلة رسوم متحركة روسية على الأنترنت تحمل اسم الشخصية الرئيسية. ظهر المسلسل على موقع يوتيوب في 21 سبتمبر 2009 وحظي بشعبية كبيرة في Runet. المحتوى الرئيسي للسلسلة هو الحوار الذاتي التي ينتقد بطريقة قاسية أسلوب حياة كل شخص معاصر. اعتباراً من يوليو 2019، تم نشر 24 حلقة بإجمالي 42 تحميلاً على القناة. إجمالي عدد المشاهدات أكثر من 76 مليون.
أول خمس حلقات أطلق عليها اسم الممثل الروسي فاديم ديمشوج . في 14 نوفمبر 2010 أعلن ديمشوج رسمياً علاقته المباشرة بالمشروع. بعد ذلك، توقف إنتاج الحلقات الجديدة مؤقتاً، ولكن في 11 يناير 2011، تم إصدار مقطع فيديو جديد. منذ الحلقة "أنا؟" بدأ فاديم ديمشوج بدبلجة المسلسل مرة أخرى.
يُعتقد أن النموذج الأولي المحتمل للمسلسل هو الشخصية الرئيسية في " Franky-show " ، الذي تم بثه من عام 2003 إلى عام 2011 على راديو Silver Rain ، والذي أطلق عليه أيضاً اسم فاديم ديمشوج بالضبط،  وكاتب السيناريو لبعض الحلقات هو بافل مونتيان. تم نقل العديد من حلقات البرنامج إلى الكارتون مثلا نص ختام حلقة "فرانكي شو. سيسيولينا"  تكاد تكون مطابقة تماماً للحلقة الثالثة من"الجزء 03 للسيد فريمان". سأبيع نفسي باهظ الثمن".
في يونيو 2018، أعلن السيد فريمان تأسيس دولة فريلاند الافتراضية وهي دولة افتراضية كان شخصية السيد فريمان، ومن ثم مؤلفه، بافيل مونتيان ، أول من تحدث عن مشروع دولة افتراضية جديدة.
للعملة المشفرة وتقنية blockchain وللدولة الافتراضية هدف واحد - إخبار الجمهور بوجهة نظر بديلة للإجراءات والنماذج المعتادة.
يقول مؤسسوا الدولة الافتراضية إن جميع نماذج الدولة الحالية متخلفة عن مستوى تنمية الأفراد. لذلك، فإن تشكيل آليات اجتماعية جديدة أمر لا مفر منه. السؤال الوحيد هو كيف يتم تشكيلها.

## الملخص العام والموضوع
تحتوي السلسلة على العديد من الرموز والتلميحات المثيرة للجدل. على سبيل المثال، قد يظهر فريمان كشكل يحتوي على سمات نمطية لبعض الأفراد أو المجموعات الاجتماعية المحددة (على سبيل المثال، عندما يقول فريمان "لقد وضعت كل شيء تحت إرادتي"، يقف فريمان على منصة مرتدياً قبعة مطوية كقبعة نابليون بونبارت، واضعاً يده على مستوى الصدر ). هناك أيضاً إطارات مخفية في السلسلة تحتوي على عناصر لصورة أكبر. بالإضافة إلى ذلك، هناك تفاصيل غير مهمة للوهلة الأولى، مثل الأرقام 21.12.12 التي يتحول تخطيط نبضات القلب فيها في الحلقة الأولى، وهي التاريخ المقدر لإكمال العصر الحالي وفقاً لتقويم المايا . هذه التفاصيل والعديد من التفاصيل الأخرى تغذي العديد من الإصدارات حول هوية فريمان وأهدافه.

## الدبلجة
في نهاية عام 2010 وأوائل عام 2011، ظهرت أُولى ترجمات لحلقتين من سلسلة الرسوم المتحركة على الإنترنت باللغتين الإنجليزية  والأوكرانية. تم إنشاء الدبلجة الإنجليزية من خلال الممثل الكازاخستاني بولات دجوماشيف. في عام 2015، تمت ترجمة أربع حلقات إلى اللغة الإنجليزية  ونشرها على اليوتيوب، بصوت الممثل الأمريكي سكوت جرير، وتبناها مايكل مينيس وجيفري هيلتون.

## قائمة الحلقات

### أسئلة بالفيديو
| جزء #  | تاريخ          | الشعار الأصلي باللغة الروسية                   | سطر الوصف المترجم                              | وصلة              |
| ------ | -------------- | ---------------------------------------------- | ---------------------------------------------- | ----------------- |
| 15-001 | 2 أغسطس 2011   | Какая валюта самая главная؟                    | ما هي العملة الأكثر أهمية؟                     | 15-001 على يوتيوب |
| 15-823 | 9 أغسطس 2011   | А кто ты на самом деле؟                        | من أنت حقا؟                                    | 15-823 على يوتيوب |
| 15-821 | 16 أغسطس 2011  | هل تريد معرفة المزيد؟                          | من منكم لم يسرق ابدا؟                          | 15-821 على يوتيوب |
| 15-809 | 23 أغسطس 2011  | А ты замечаешь перемены؟                       | هل لاحظت التغييرات؟                            | 15-809 على يوتيوب |
| 15-811 | 30 أغسطس 2011  | А ты мне веришь؟                               | هل تثق بي؟                                     | 15-811 على يوتيوب |
| 15-797 | 6 سبتمبر 2011  | сознание своего рабства - первый аг к свободе! | الاعتراف بعبوديتك هو الخطوة الأولى نحو الحرية! | 15-797 على يوتيوب |
| 15-019 | 13 سبتمبر 2011 | Проведём эксперимент؟                          | دعونا نجري تجربة؟                              | 15-019 على يوتيوب |
| 15-029 | 20 سبتمبر 2011 | А вы рожать собираетесь؟                       | هل ستلد؟                                       | 15-029 على يوتيوب |
| 15-313 | 27 سبتمبر 2011 | А ем балуешься ты؟                             | ماذا تنغمس في؟                                 | 15-313 على يوتيوب |
| 15-031 | 4 أكتوبر 2011  | А ты очешь чтобы стал богатым؟                 | هل تريدني ان اصبح غنيا؟                        | 15-031 على يوتيوب |

### ظهور آخر
| تاريخ          | الشعار الأصلي باللغة الروسية                                  | سطر الوصف المترجم                                                   | وصلة                                                                 |
| -------------- | ------------------------------------------------------------- | ------------------------------------------------------------------- | -------------------------------------------------------------------- |
| 23 يونيو 2010  | السيد فريمان - выступление на Трансперсональном онгрессе 2010 | السيد فريمان في المؤتمر الدولي السابع عشر حول العلاقات الشخصية 2010 | Mr. Freeman on 17th International Transpersonal Conference على فيميو |
| 31 مارس 2011   | MF يمشي بجوار                                                 | MF يمشي بجوار                                                       | MF-walking on by على فيميو                                           |
| 12 أغسطس 2012  | онолог с презентации 12 августа 2012                          | عرض مونولوج السيد فريمان 12 أغسطس 2012                              | (صوتي) عرض مونولوج السيد فريمان 12 أغسطس 2012                        |
| 21 ديسمبر 2012 | 00:00:00                                                      | 00:00:00                                                            | 00:00:00 على يوتيوب                                                  |
| 22 أبريل 2018  | MF القصيدة ، صنع من                                           | MF القصيدة ، صنع من                                                 | MF Ode, Making Of على يوتيوب                                         |

## الجوائز
- في 15 أبريل 2010 في برلين في مسابقة مدونة الويب الدولية أفضل المدونات، تم التصويت على مدونة "السيد فريمان" كأفضل مدونة فيديو.[13]

## حقائق
- تحتوي جميع الحلقات باستثناء الجزء 0 على إطارين متطابقين يحتويان على قطعة مخفية من بعض الألغاز.[14]
- في 31 مارس 2011 في تمام الساعة 18:30 على الموقع الرسمي ظهر فيديو بعنوان "المشي على طريق" ، حيث قام السيد فريمان بتمزيق القلب من ميراكس بلازا وأخذه بنفسه. في نفس الوقت قامت شركة ميراكس بإطفاء قلب يبلغ طوله 10 أمتار كان ينبض في ذلك المبنى لمدة عامين كحملة إعلانية لميراكس "قلب المدينة".

## خطابات
- في 31 مايو 2010 ، تم عرض العرض الأول في موسكو للجزء 49 في الساعة 3 ، Bolotnaya naberezhnaya ، بدعم من «Cyberbrothers».[15]
- في 15 يونيو 2010 ظهر السيد فريمان على شاشة التلفزيون. يتم بث الحلقات على القناة 2x2 كل إثنين وجمعة في منتصف الليل.
- في 23 يونيو 2010 في المؤتمر السابع عشر لما وراء الشخصية [16] تم تنظيم عرض ترحيبي لأعضاء المؤتمر من قبل السيد فريمان.

## أنظر أيضا
- التعرف على الأنماط من قبل ويليام جيبسون

## روابط خارجية
- الموقع الرسمي باللغة الروسية
- الصفحة الرسمية على يوتيوب
- Official LJ-page
- Official blog at Twitter باللغة الروسية
- Fun's page